# Dijak
Christopher James Dijak (Leominster, 23 aprile 1987) è un wrestler statunitense.
Dijak iniziò la sua carriera nel wrestling nel 2013 con il ring name Donovan Dijak, lavorando per diverse federazioni indipendenti

## Biografia
Dijak è cresciuto a Lunenburg, nel Massachusetts, ed è stato un eccezionale atleta della Lunenburg High School. Dijak eccelleva nello specifico nel football ed era stato reclutato da molti dei migliori programmi di football del New England Area College. Dijak è stato nominato Atleta dell'anno 2005 della Sentinel & Enterprise Male Scholar, una selezione della Central Massachusett Shriners, ed è stato nominato capitano e selezionato come MVP della squadra durante la sua stagione da senior. Alla fine, Dijak ha accettato una borsa di studio per giocare a football del college per gli UMass Minutemen.

## Carriera

### Ring of Honor (2014–2017)
Dijak ha fatto il suo debutto in Ring of Honor il 27 luglio 2014 a Future of Honor 2, prima sconfiggendo Stokely Hathaway e poi sconfiggendo Moose. Dijak ha vinto il Top Prospect Tournament 2015, sconfiggendo Will Ferrara nella finale. Questa vittoria gli ha permesso di affrontare Jay Lethal per il ROH World Television Championship. Tuttavia, ha rifiutato di cogliere questa opportunità e si è unito a The House of Truth di Truth Martini. Il suo primo incontro come membro della House of Truth ha avuto luogo il 7 marzo, in coppia con J. Diesel e battendo i Brutal Burgers (Bob Evans e Cheeseburger). Il 19 giugno, al Best in the World 2015, ha lottato contro Mark Briscoe perdendo. È riuscito a vincere la sfida successiva in pay-per-view contro Takaaki Watanabe a Death Before Dishonor XIII.
Il 19 dicembre (in onda il 13 gennaio 2016), è stato bandito dalla stable di Truth Martini turnando face. Alle registrazioni della ROH TV del 27 febbraio, Dijak uscì con Prince Nana e attaccò Truth Martini. Dijak ha annunciato di aver lasciato la ROH via Twitter il 12 febbraio 2017.

### Chaotic Wrestling (2014–2015)
Dijak ha anche lottato nella Chaotic Wrestling, dove ha vinto il CW Heavyweight Championship sconfiggendo Mark Shurman nell'ottobre del 2014. Dopo un regno di 148 giorni, ha perso il titolo contro Chase Del Monte il 21 marzo 2015.

### WWE (2017–2024)

#### NXT(2017–2020)
Nel gennaio del 2017, la WWE ritirò un'offerta di contratto da Dijak, a seguito di una minaccia legale della Ring of Honor, che lo aveva ancora sotto contratto. Il mese successivo, Dijak decise di non firmare nuovamente con la ROH, mettendo essenzialmente in pausa la sua carriera, in attesa di un'altra offerta contrattuale dalla WWE. Il 20 luglio venne riferito che Dijak stava finendo i suoi impegni nei circuiti indipendenti prima di unirsi alla WWE. Dijak iniziò poi ad allenarsi al Performance Center il 21 agosto, firmando poi con la WWE il 5 settembre. Dijak fece il suo debutto nel territorio di sviluppo della WWE, NXT, il 23 settembre. Il suo debutto televisivo, sotto il nome di Chris Dijak, avvenne il 30 maggio 2018 perdendo contro Ricochet. Nel luglio del 2018 cambiò il suo ring name in Dominik Dijakovic, e dalla puntata di NXT del 12 dicembre vennero mandate in onda delle vignette circa il suo imminente debutto, che avvenne nella puntata del 19 dicembre sconfiggendo il jobber Aaron Mackey. Successivamente, iniziò una faida con Keith Lee, che si concluse nella puntata di NXT del 16 ottobre, in un match valevole per determinare il contendente n°1 all'NXT North American Championship di Roderick Strong, che terminò in no-contest. Nella puntata di NXT del 23 ottobre Dijakovic prese parte ad un Triple Threat match per l'NXT North American Championship che comprendeva anche il campione Roderick Strong e Keith Lee ma il match venne vinto da Strong. Il 23 novembre, a NXT TakeOver: WarGames, Dijakovic, Keith Lee, Tommaso Ciampa e Kevin Owens sconfissero l'Undisputed Era in un WarGames match. Nella puntata di NXT del 27 novembre Dijakovic e Keith Lee affrontarono l'Undisputed Era (Kyle O'Reilly e Roderick Strong) per l'NXT Tag Team Championship ma vennero sconfitti. Nella puntata di NXT dell'8 gennaio 2020 partecipò ad un Fatal 4-Way match per determinare il contendente n°1 all'NXT North American Championship di Roderick Strong che comprendeva anche Cameron Grimes, Damian Priest e Keith Lee ma il match venne vinto da quest'ultimo. Il 16 febbraio, a NXT TakeOver: Portland, affrontò Keith Lee per l'NXT North American Championship ma venne sconfitto. Nella puntata di NXT del 1º aprile partecipò ad un Triple Threat match per l'NXT North American Championship che comprendeva anche il campione Keith Lee e Damian Priest ma il match venne vinto da Lee. Nella puntata di NXT del 15 luglio affrontò Keith Lee sia per l'NXT Championship che per l'NXT North American Championship ma venne sconfitto.

#### Retribution e tag team con MACE (2020–2022)
Nella puntata di Raw del 3 agosto, le luci nel Performance Center iniziarono a lampeggiare e un gruppo mascherato appiccò il fuoco ad un generatore. Nella puntata di SmackDown del 7 agosto tali individui misteriosi attaccarono gli annunciatori e poi andarono tra il pubblico per attaccare anche loro, usando poi una motosega per tagliare le corde del ring. Nella puntata di Raw del 10 agosto il gruppo, noto come Retribution, attaccò nuovamente il Performance Center rompendo un finestrino con un blocco di calcestruzzo e rovesciando un'auto. Il 20 settembre venne rivelato che Dijakovic, ora noto come T-BAR, venne riconosciuto come uno dei membri di tale stable. Nella puntata di Raw del 21 settembre T-BAR, MACE e SLAPJACK vennero sconfitti dall'Hurt Business (Bobby Lashley, MVP e Shelton Benjamin) per squalifica. Il 21 marzo, nel Kick-off di Fastlane, la Retribution si sciolse dopo che RECKONING e SLAPJACK lasciarono il ring, mentre MACE e T-BAR attaccarono Mustafa Ali (leader del gruppo), dopo che questi aveva rimproverato nuovamente i suoi sottoposti, frustrato per aver perso nuovamente contro Riddle per lo United States Championship poco prima. In seguito, nonostante lo scioglimento della Retribution, T-BAR e MACE rimasero comunque uniti in tag team, smascherandosi successivamente. Nella puntata di SmackDown del 9 aprile partecipò all'André the Giant Memorial Battle Royal ma venne eliminato da Mustafa Ali. Il 7 giugno, a Raw, MACE e T-BAR presero parte ad una Battle Royal per determinare i contendenti al Raw Tag Team Championship ma vennero eliminati dallo sforzo combinato degli altri partecipanti. 
Il 1º ottobre, per effetto del Draft, passò al roster di Raw mentre MACE passò a quello di SmackDown, segnando la fine della loro alleanza. Successivamente, iniziò una piccola faida con lo United States Champion Damian Priest, ma venne sconfitto in due match non titolati, uno dei quali un No Disqualification match. Il 21 novembre, a Survivor Series, prese parte ad una Battle Royal dedicata a The Rock ma venne eliminato. Nella puntata di SmackDown del 1º aprile prese parte all'annuale André the Giant Memorial Battle Royal ma venne eliminato.

#### Ritorno adNXT(2022–2024)
Dopo diverse apparizioni a Main Event, dalla puntata di NXT del 25 ottobre vennero mandati in onda dei video in cui la maschera di T-BAR ai tempi della Retribution venne gettata tra le fiamme. Nella puntata di NXT del 22 novembre fece il suo ritorno come "Dijak" attaccando l'NXT North American Champion Wes Lee dopo che questi aveva difeso il titolo contro Carmelo Hayes. Dijak fece il suo ritorno sul ring la settimana dopo, ad NXT, sconfiggendo facilmente Dante Chen. Nella puntata speciale NXT New Year's Evil del 10 gennaio 2023 Dijak sconfisse Tony D'Angelo. Il 4 febbraio, a NXT Vengeance Day, Dijak affrontò Wes Lee per l'NXT North American Championship ma perse. Il 7 marzo, nella puntata speciale NXT Roadblock, Dijak venne sconfitto da Tony D'Angelo in un Jailhouse Street Fight. Nella puntata di NXT del 28 marzo Dijak prese parte ad una Battle Royal con in palio un posto per il match per l'NXT North American Championship a NXT Stand & Deliver ma venne eliminato da Edris Enofé, Malik Blade e Odyssey Jones. Il 28 maggio, ad NXT Battleground, venne sconfitto da Il'ja Dragunov in un Last man standing match. Il 15 agosto, ad NXT, venne sconfitto da Wes Lee in un match per determinare il nuovo sfidante di Carmelo Hayes per l'NXT Championship. Nella puntata di NXT del 17 ottobre partecipò ad un triple threat match insieme a Baron Corbin e Carmelo Hayes per determinare il nuovo sfidante di Il'ja Dragunov per l'NXT Championship ma fu Hayes a vincere. Il 9 dicembre, ad NXT Deadline, partecipò all'iron survivor challenge insieme a Bron Breakker, Josh Briggs, Trick Williams e Tyler Bate per determinare il nuovo sfidante di Il'ja Dragunov per l'NXT Championship ma fu Williams a vincere l'incontro.
Il 4 febbraio, ad NXT Vengeance Day, prevalse su Joe Gacy in un no disqualification match. Prevalse nuovamente su Gacy anche nella puntata speciale NXT Roadblock del 5 marzo, sconfiggendolo in un asylum match.
Il 29 aprile 2024 per effetto del draft fu trasferito nel roster di Raw.

### Ritorno nel circuito indipendente (2024–presente)
Il 29 giugno, il giorno successivo alla naturale scadenza del contratto con la WWE, "Donovan Dijak" fece un'apparizione nella Blitzkrieg Pro.

## Personaggio

### Mosse finali
- Feast Your Eyes (Argentine backbreaker seguita da un knee lift)
- High Justice (Chokeslam)

## Titoli e riconoscimenti
- Chaotic Wrestling
  - CW Heavyweight Championship (1)
  - CW New England Championship (1)

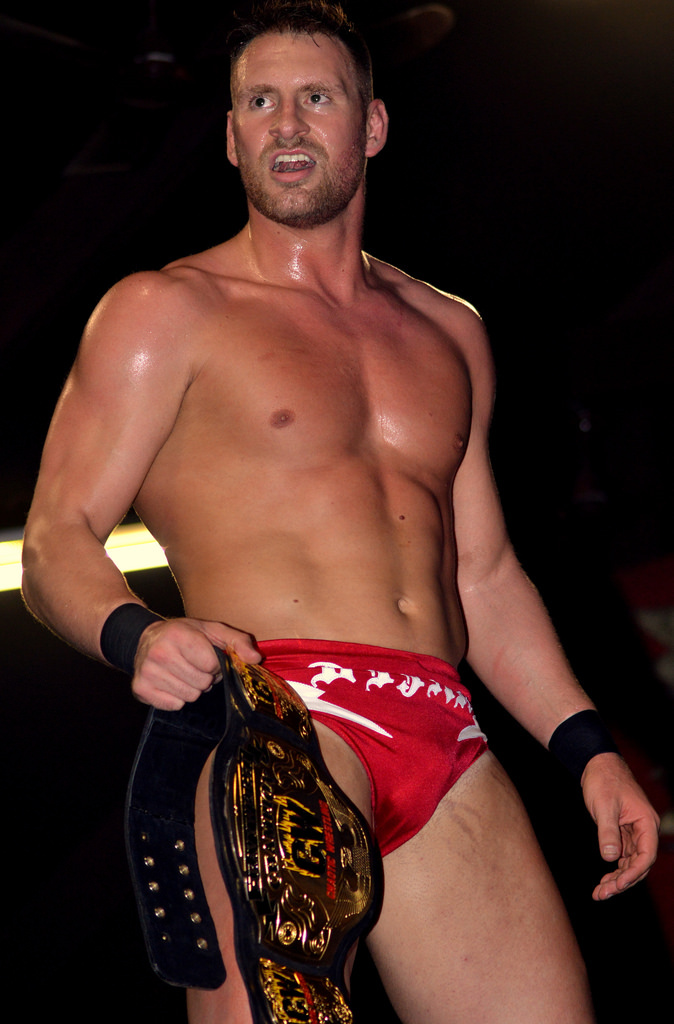
Donovan Dijak con il CW Heavyweight Championship, titolo che ha vinto una volta

  - CW Tag Team Championship (1) – con Mikey Webb
- Lancaster Championship Wrestling
  - Keystone Cup (2015) – con J. Diesel
- Pro Wrestling Illustrated
  - 104º tra i 500 migliori wrestler singoli secondo PWI 500 (2020)
- Pro Wrestling Resurgence
  - PWR Heavyweight Championship (1)
- Ring of Honor
  - Top Prospect Tournament (2015)
- WrestleCrap
  - Gooker Award (2020) - come membro della Retribution[17]
- WrestleMerica
  - WrestleMerica Heavyweight Championship (1)